# Irmin (Vorname)
Irmin ist sowohl ein männlicher als auch ein weiblicher Vorname, kommt aber häufiger als männliche Variante vor.

## Herkunft
Bei dem Vornamen handelt es sich um eine verselbständigte Kurzform von Namen, die mit dem Element „Irm“ gebildet werden, etwa Irmfried. Das Namenselement leitet sich ab vom germanischen „ermana“, was „groß“ bedeutet.

## Namensträger

### Weiblicher Vorname
- Irmin Frank (1939–2010), österreichische Textilkünstlerin
- Irmin Kamp (1940–2024), deutsche Bildhauerin

### Männlicher Vorname
- Irmin Henkel (1921–1977), südafrikanischer Maler
- Wunibald Irmin Erich Kamm (1893–1966), deutscher Wissenschaftler
- Irmin Roberts (1904–1978), US-amerikanischer Kameramann
- Irmin Schmidt (* 1937), deutscher Musiker